# Vanzaghello
Vanzaghello település Olaszországban, Lombardia régióban, Milánó megyében. Lakosainak száma 5272 fő (2023. január 1.). Vanzaghello Lonate Pozzolo, Magnago, Samarate és Castano Primo községekkel határos.

## Népesség
A település lakossága az elmúlt években az alábbi módon változott:
| Lakosok száma | 5385 | 5366 | 5389 | 5272 |
|               | 2013 | 2017 | 2018 | 2023 |